# Friendship of Salem
Le Friendship of Salem est une reproduction du vaisseau Friendship (en), un Indiaman de 1797. Ce trois-mâts carré a été construit en 1995-96 dans le chantier naval Scarano Brothers à Albany, dans l'État de New York.
Le navire fonctionne généralement comme un navire-musée stationnaire pendant la majeure partie de l'année sur le Salem Maritime National Historic Site où il est amarré. Mais il s'agit d'un navire certifié par l'United States Coast Guard pleinement opérationnel, capable de voyager avec des passagers et des équipages ; il effectue des traversées spéciales à différentes périodes de l'année. Le site a été créé en 1938 comme le premier site de ce type aux États-Unis. Celui-ci, qui comprend plusieurs structures, artefacts et archives, est exploité par le National Park Service. Le navire est exploité par un équipage bénévole sous la supervision du National Park Service et navigue en tant que navire ambassadeur du Essex National Heritage Area (en) dans le comté d'Essex.

## Construction

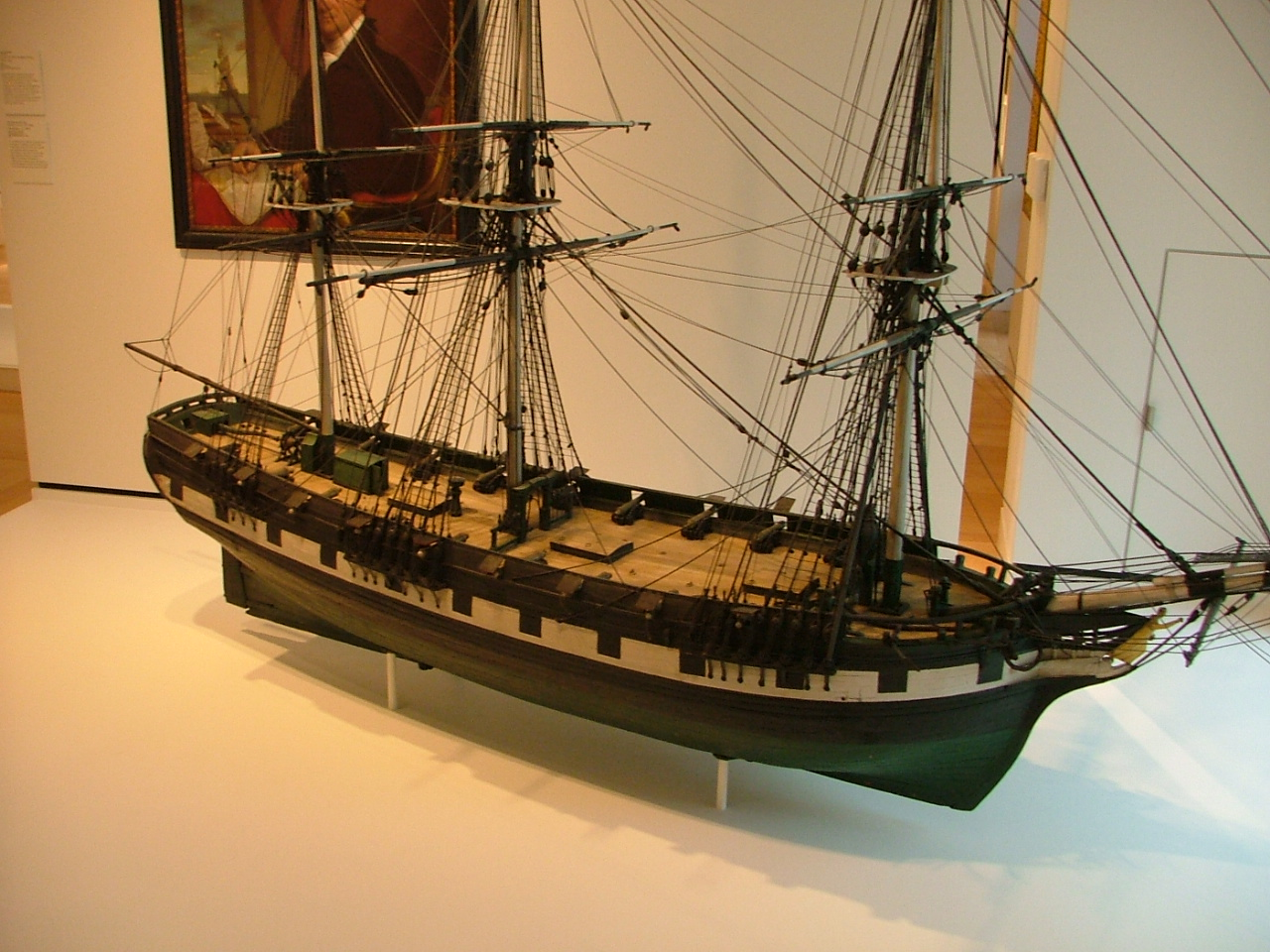
Maquette du Friendship de 1797

La réplique du Friendship a été commandée par le National Park Service sous le nom de Friendship of Salem. Il a été construit en utilisant des matériaux et des méthodes de construction modernes, tout en conservant l'apparence du navire d'origine du XVIIIe siècle. La coque est moulée à froid avec du bois stratifié et de l'époxy. La conception de la réplique est basée sur un modèle des collections du Peabody Essex Museum. Le modèle a été construit par Thomas Russell, le second officier du Friendship, et M. Odell, le charpentier, comme cadeau pour le fils en bas âge du capitaine William Story. Russell et Odell ont réalisé le modèle lors d'un voyage en Chine et à Sumatra de juin 1802 à août 1804. La palette de couleurs de la réplique a été tirée d'une peinture du navire de 1805 par le célèbre artiste marin George Ropes (en), Jr. Ce tableau fait maintenant partie de la collection du Peabody Essex Museum de Salem.

## Galerie
|            |
| Sous voile |

|                 |
| A Salem en 2012 |

|                                       |
| Salem Maritime National Historic Site |